# Стара Сърбия (1889 – 1894)
Вижте пояснителната страница за други значения на Стара Сърбия.
„Стара Сърбия“ (на сръбски: „Стара Србија“) е сръбски вестник, излизал от 1889 до 1894 година в Ниш, орган на Народната либерална партия.
Вестникът започва да излиза на 1 юли 1889 г., като противник на вестника на радикалната партия в Ниш „Слобода“, който започва да излиза по-рано същата година. Наред с партийно-политическите си цели, вестникът има и национални.  „Стара Сърбия“ запознава читателите си със земите на юг и югозапад от сръбските граници, известни като „Стара Сърбия“